# Shirley Manson

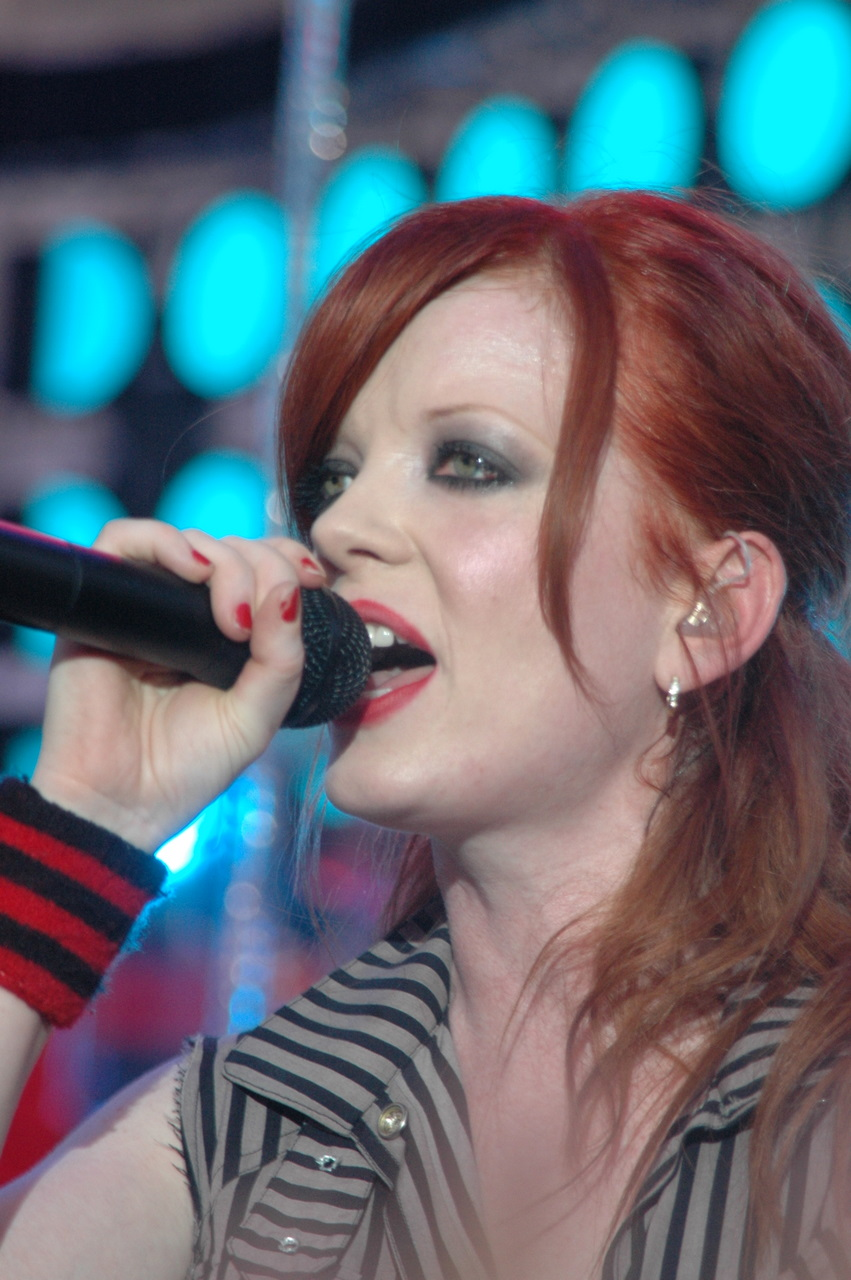
Shirley Manson in concerto nel 2006

Shirley Ann Manson (Edimburgo, 26 agosto 1966) è una cantante, chitarrista e attrice scozzese, famosa come frontwoman del gruppo statunitense dei Garbage.

## Biografia
Figlia di John Mitchell e Muriel Flora Manson (nata MacKay) viene alla luce presso il Queen Mary Maternity Home di Edimburgo. È la seconda di tre figlie (la maggiore è Lindy-Jayne e la minore è Sarah). Suo padre, un discendente della comunità di pescatori di Northmavine, era un docente universitario, mentre sua madre era una cantante di big band che era stata adottata da una famiglia con sede a Lothian in tenera età e assunse il nome di famiglia MacDonald. Manson prende il nome da una zia, che si chiamava così in onore del romanzo di Charlotte Brontë, Shirley.
La prima esibizione pubblica di Manson è del 1970, all'età di quattro anni, con la sua sorella maggiore, in uno spettacolo di dilettanti presso il teatro locale. All'età di 7 anni, nel 1973, si iscrive alla Flora Stevenson Primary School, dove iniziò a suonare il pianoforte, il clarinetto e il violino, e successivamente alla City of Edinburgh Music School. A Broughton, Manson diventò un membro attivo del suo gruppo teatrale, esibendosi in spettacoli amatoriali teatrali e musicali come Il Sogno Americano e Il mago di Oz. Altri membri di rilievo del gruppo teatrale includevano Hilary MacLean, Rebecca Pigeon e Sara Stewart. In una produzione di Maurice The Minotaur (In cui Manson recitò la parte di un profeta) nel corso del Edinburgh Festival Fringe del 1981 le fu assegnato il premio "Fringe First" del giornale The Scotsman.
A scuola fu oggetto di episodi di bullismo: venne infatti presa in giro per i suoi capelli rossi e per i suoi occhi giudicati troppo grandi. Questo la gettò in una profonda depressione (ricordata in Only happy when it rains) che la spinse a forme di autolesionismo. Il bullismo si fermò quando Manson iniziò ad avere un atteggiamento da ribelle che la portò ad assentarsi per la maggior parte del suo ultimo anno di scuola, fumare cannabis, sniffare colla, bere, taccheggiare, e in una occasione fare irruzione nello zoo di Edimburgo.
Il primo lavoro di Manson fu volontariato nella mensa di un ospedale locale, poi come cameriera in un albergo prima di trascorrere cinque anni come assistente in un negozio per Miss Selfridge nel reparto cosmetici, ma fu spostata nel magazzino per il suo atteggiamento verso i clienti. Manson ebbe anche un breve periodo come modella posando per la rivista Jackie.

## Carriera

### Musica

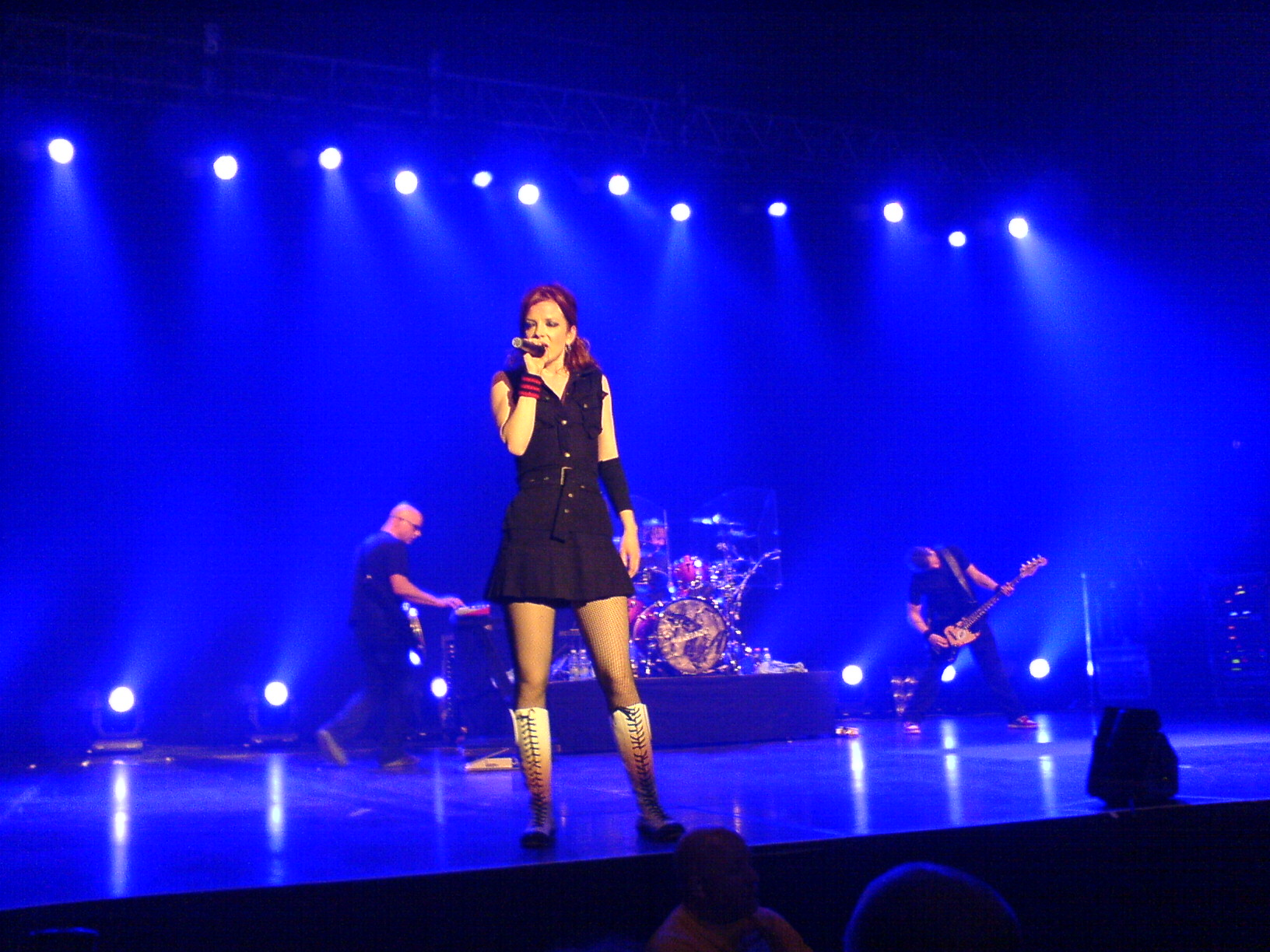
Shirley Manson coi Garbage a Copenaghen nel 2005

Il primo gruppo in cui entra a far parte è quello dei The Wild Indians nel 1981, ma è solo con il gruppo dei Goodbye Mr. McKenzie (nel quale è sempre tastierista), di cui fa parte dai 16 anni, che ottiene un certo successo. Il gruppo firmò un contratto con la Capitol Records nel 1987, e pubblicarono il loro primo album Good Deeds and Dirty Rags, di cui il loro unico brano entrato nella UK Top 40 fu The Rattler. Nel 1990, il contratto del gruppo fu trasferito alla Parlophone, ma dopo i primi due singoli che non entrarono in classifica la Parlophone si rifiutò di pubblicare il secondo album Hammer and Tongs.
Gary Kurfirst acquistò il contratto dei Goodbye Mr. MacKenzie e pubblicò il loro secondo album con la propria etichetta la Radioactive Records, ma dopo che un altro singolo non entrò in classifica, il gruppo fu persuaso a lasciare la Radioactive. La band continuò a scrivere materiale; a Manson fu data anche la possibilità di registrare una serie di brani in programma per il terzo album. Anche se la MCA Records non aveva alcuna intenzione di proseguire la produzione dei Goodbye Mr Mackenzie, l'etichetta espresse interesse a registrare un album con Manson, e dopo aver sentito diversi demo, Kurfirst mise sotto contratto Manson con la Radioactive Records come artista solista, il resto dei Goodbye Mr. MacKenzie divenne la sua band di supporto.
Dopo lo scioglimento del gruppo, nel 1992, Shirley fondò (con altri due membri dei Goodbye Mr. McKenzie) gli Angelfish, dove lei fu anche cantante. Gli Angelfish pubblicarono nello stesso anno un omonimo album, lanciato dai singoli Suffocate Me e Heartbreak To Hate. Nel 1993 tre famosi produttori statunitensi (Vig, Marker ed Erikson) stavano creando un nuovo gruppo: cominciarono a scrivere musica e testi, ma gli mancava una cantante. Una sera però Steve Marker, guardando 120 minutes su MTV, vide il video di Suffocate me. Marker rimase subito impressionato e colpito dalla voce di quella ragazza, tanto che lui e gli altri membri del gruppo la vollero per farla diventare una di quelli che si chiameranno Garbage.

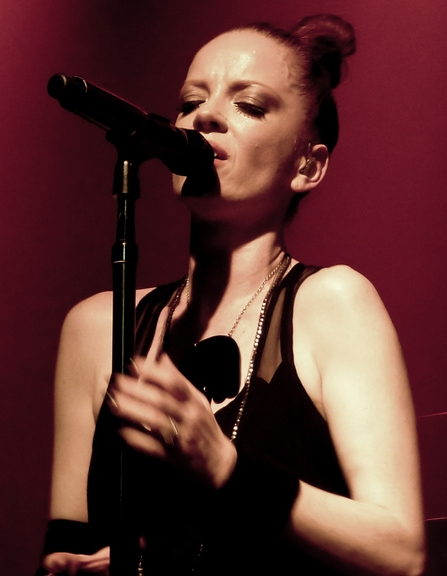
Shirley Manson in concerto nel 2012

Vig invitò Manson agli Smart Studios per cantare su un paio di brani, ma dopo un infruttuoso provino, tornò ad Angelfish. Alla fine del tour con i Live, gli Angelfish si sciolsero e Manson tornò agli Smart Studios per un secondo tentativo. Nell'agosto 1994, la Radioactive diede il suo permesso a Manson di lavorare con i Garbage. Appena entrata nel gruppo inizia subito a modificare i testi delle canzoni già scritte da Vig e Marker: il lavoro darà vita all'album Garbage, che uscirà nel 1995, sulla scia di singoli come Only happy when it rains, Stupid girl e Milk. L'album venderà 4 milioni di copie, ottenendo il disco di platino in USA, Gran Bretagna ed Australia, Manson divenne rapidamente il volto pubblico della band. Nel 1998 esce il secondo album della band,Version 2.0, dove Shirley è autrice dei testi e suona la chitarra in alcune tracce. In questo periodo il gruppo crea la colonna sonora del film Il mondo non basta della serie di James Bond, e Manson diventa la terza scozzese a creare la colonna sonora del celebre film.
Dopo una breve parentesi come modella per Calvin Klein, Manson torna a lavorare ad un nuovo album, Beautifulgarbage, uscito nel settembre del 2001, dal quale vengono estratti singoli come Cherry lips, Breaking Up The Girl e Androgyny. Durante la registrazione, Manson divenne uno dei primi artisti di alto profilo a gestire un blog online. In quel periodo però si manifestano dei dissidi interni al gruppo, che poi causeranno un temporaneo periodo di pausa (2003), contemporaneamente Manson dovette subire un intervento chirurgico a causa di alcuni noduli alle corde vocali (per mesi non poté cantare). Ma «quasi magicamente» (come ha affermato lei stessa) il gruppo riprese, per incidere Bleed Like Me, quarto album della band.
Manson ha iniziato anche a scrivere per un disco solista, collaborando con Paul Buchanan, Greg Kurstin, David Arnold e Butch Vig. Nel 2008 Manson ha presentato alcuni dei suoi lavori alla Geffen Records, che però trovarono "troppo noir", questo ha spinto Manson e la Geffen per terminare il suo contratto di comune accordo. Manson ha continuato a scrivere del materiale pur essendo senza un contratto discografico e ha contattato David Byrne e Ray Davies nella speranza di ottenere potenziali collaborazioni. Manson ha pubblicato due demo sul suo profilo Facebook, dal titolo In The Snow e Pretty Horses.
Manson ha anche lavorato con un certo numero di artisti al di fuori del suo progetto solista, partecipando a duetti con Eric Avery, Debbie Harry e Gavin Rossdale. Pur non avendo registrato del materiale con loro, Manson si è esibita sul palco con The Pretenders, Iggy Pop, Incubus, Kings of Leon e Gwen Stefani e due volte con i No Doubt. Manson è anche apparsa nel video musicale These Things dei She Wants Revenge.

### Recitazione
Manson è stata scelta nel 2008 per la parte di Catherine Weaver nella serie televisiva Terminator: The Sarah Connor Chronicles, dopo essere stata invitata a comparire dal creatore della serie Josh Friedman e durante le audizioni, ha battuto altre attrici tra cui Julie Ann Emery. Nella serie interpreta un terminator T-1001 (terminator composto da una lega chiamata polimetallico-mimetica e modello successivo del terminator T-1000 che è in grado di relazionarsi con le persone ed è dotato di un chip di apprendimento e mimetizzazione). Nel 2009 Manson è stata inserita tra i personaggi sbloccabili nel videogioco Guitar Hero 5.

### Progetto solista
Manson ha confermato nel marzo 2006 che aveva iniziato a lavorare su un album solista, aggiungendo che aveva "un calendario" per il completamento del progetto. Il batterista Vig ha contribuito nella scrittura e produzione per il suo album. Gran parte del lavoro per l'album ha avuto luogo a Manson e Los Angeles. A tutt'oggi, non esiste una data di pubblicazione prevista per l'uscita dell'album. Manson ha registrato un duetto con Eric Avery per il suo album Help Wanted, e con Debbie Harry, che non è mai stato terminato.

## Vita privata
Sposatasi con l'artista scozzese Eddie Farrell nel 1996, ha divorziato nel 2003. Nel maggio 2010 ha sposato l'ingegnere del suono Billy Bush, che ha lavorato come produttore per i Garbage.
Shirley Manson è atea ma interessata alla spiritualità. Ha ricordato: "Quando ero molto piccola, ero molto infatuata della chiesa, assolutamente. Mi piaceva il teatro e sono stata molto coinvolta in tutte le storie che ci venivano insegnate". Quando aveva circa 12 anni, ha litigato con suo padre a tavola, urlandogli: "La religione è una farsa e non vado più in chiesa, sono solo stronzate". Smise di andare in chiesa ma continuò ad avere dibattiti teologici con lui ogni domenica. Divenne disincantata dalla religione organizzata e sebbene mantenne un interesse per la spiritualità, si lamentò di aver "ribattuto con troppi esempi di spiritualisti ipocriti".
La Manson si definisce femminista ed è stata acclamata come un'icona femminista.

## Discografia

### Con i Goodbye Mr. Mackenzie
- 1989 - Good Deeds and Dirty Rags (Capitol Records)
- 1991 - Hammer and Tongs (Radioactive Records)
- 1994 - Five (Blokshok Records)

### Con gli Angelfish
- 1994 - Angelfish (Radioactive Records/MCA)

### Con i Garbage
- 1995 - Garbage (Almo Sounds/Mushroom Records)
- 1998 - Version 2.0 (Almo Sounds/Mushroom Records)
- 2001 - Beautifulgarbage (Interscope/Mushroom Records)
- 2005 - Bleed Like Me (Geffen/A&E Records)
- 2007 - Absolute Garbage (Geffen Records)
- 2012 - Not Your Kind of People (STUNVOLUME)
- 2016 - Strange Little Birds (STUNVOLUME)
- 2021 - No Gods No Masters (STUNVOLUME)